# Brachymeria cactoblastidis
Brachymeria cactoblastidis är en stekelart som beskrevs av Blanchard 1935. Brachymeria cactoblastidis ingår i släktet Brachymeria och familjen bredlårsteklar. Inga underarter finns listade.